# 法蘭西第一帝國近衛軍

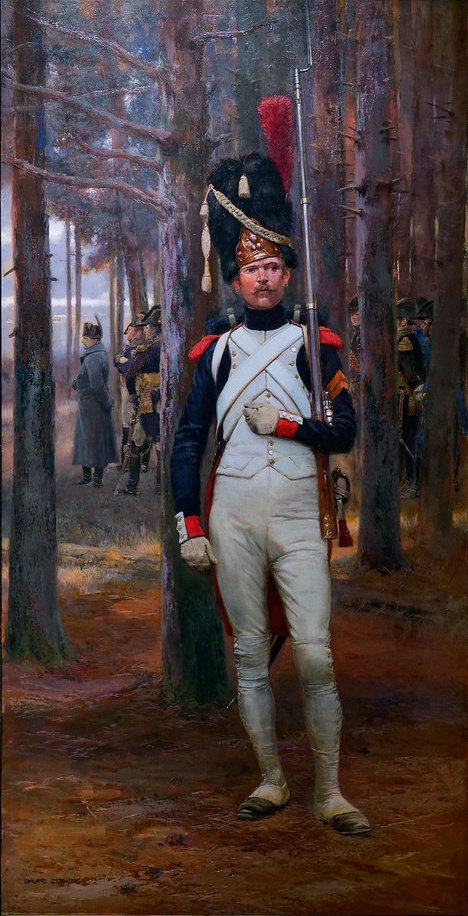
帝国卫队掷弹兵，爱德华·德太耶绘。

帝国卫队（Garde Impériale），拿破仑一世直接指挥的精锐士兵。卫队在成立之初的规模较小，不过，随着战事的发展，拿破仑逐步扩大卫队规模，以至于卫队在1814年顶峰时期，有112,482人之多。卫队的角色是拿破仑的卫队与战术后备，他不会在战役中轻易动用卫队。卫队成员可以根据兵种分成以下几种类别：随从、步兵、骑兵、炮兵、工兵与海军陆战队。卫队成员也可以根据经验分成以下几种类别：老近卫军、壮年近卫军与青年近卫军。